# Arheološko najdišče Samara
Samara je mesto v osrednjem Iraku, ki je bilo glavno mesto Abasidskega kalifata od leta 836 do 892. Samara, ki jo je ustanovil kalif Al-Mu'tasim, je bila za kratek čas velika metropola, ki se je raztezala na desetine kilometrov vzdolž vzhodnega brega Tigrisa. Večinoma je bila opuščena v drugi polovici 9. stoletja, zlasti po vrnitvi kalifov v Bagdad.
Zaradi razmeroma kratkega obdobja zasedbe so se obsežne ruševine abasidske Samare ohranile do današnjega časa. Postavitev mesta je še vedno mogoče videti s posnetki iz zraka, ki razkrivajo široko mrežo načrtovanih ulic, hiš, palač in mošej. Študije, ki primerjajo arheološke dokaze z informacijami, ki so jih zagotovili muslimanski zgodovinarji, so privedle do identifikacije številnih toponimov v nekdanjem mestu.
Arheološko najdišče Samara je UNESCO leta 2007 uvrstil na seznam svetovne dediščine in ga označil za »najbolje ohranjen načrt starodavnega velikega mesta«. Sodobno mesto z istim imenom leži znotraj abasidskih ruševin.

## Etimologija
Znano je, da je toponim Samara obstajal že pred islamskim obdobjem. Klasični avtorji omenjajo ime v različnih oblikah, vključno z grško Suma (Σουμᾶ), latinsko Sumere in sirsko Šumara.
Uradno ime abasidskega mesta je bilo Sura Man Ra'ā (arabsko سُرَّ مَنْ رَأَى), kar pomeni »tisti, ki ga vidi, je navdušen«. To ime se pojavlja na kovancih in so ga sprejeli nekateri srednjeveški pisci. Drugi sodobni viri pa so uporabili Sāmara (سَامَرَّا) ali Sāmarā' (سَامَرَّاء) kot različici predislamskega imena in slednja oblika je sčasoma postala standardno črkovanje.

## Zgodovina abasidskega mesta

### Ustanovitev
Samaro je ustanovil osmi abasidski kalif Al-Mu'tasim (vladal 833–842) leta 836. Al-Mu'tasimova neposredna motivacija za odločitev je bila potreba po iskanju stanovanja za njegove novoustanovljene turške in druge vojaške polke. Te enote, ki so bile iz skupin, ki so imele prej le obrobno vlogo v islamskem svetu, so bile med prebivalci Bagdada zelo nepriljubljene in med vojaki in Bagdadadčani so vedno znova izbruhnili nasilni incidenti. Al-Mu'tasim je to razrešil okoli leta 835, in odšel iz Bagdada, običajnega sedeža abasidskih kalifov od leta 762, in ustvaril novo glavno mesto po svoji izbiri.
Po obdobju iskanja idealnega kraja se je Al-Mu'tasim naselil na mestu približno 130 km severno od Bagdada na vzhodni strani Tigrisa, blizu izhodišča kanala Nahravan. Potem ko je kalif poslal ljudi, da odkupijo lokalne posesti, vključno s krščanskim samostanom, je svojim inženirjem dal raziskati najprimernejša mesta za razvoj. Do leta 836 so bile na tem mestu postavljene stavbe in Al-Mu'tasim se je preselil v novo mesto.
Od samega začetka so se gradnje v Samari lotili velikopotno. Prostor ni bil problem; zemlje je bilo veliko in poceni, z malo že obstoječih naselij, ki bi ovirale širitev. Al-Mu'tasim je označil različne parcele v novem mestu in podelil te prostore različnim elitam vojske in uprave, da so se lahko razvijali. Ustanovljeni so bili številne četrti za vojaške polke, ki so bili v mnogih primerih namerno ločeni od prebivališč za splošno prebivalstvo. Zgrajene so bile tržnice, mošeje in kopališča za ljudi, skupaj s številnimi palačami za kalifa in druge ugledne posameznike. Material in delavci so bili poslani iz različnih delov muslimanskega sveta, da bi pomagali pri delu; pri gradnji so pomagali železarji, tesarji, kiparji iz marmorja in rokodelci.
Ustanovitev nove prestolnice je bila javna izjava o vzpostavitvi novega režima, obenem pa je dvoru dovolila, da je »oddaljen od bagdadskega prebivalstva in zaščiten z novo stražo tujih čet ter sredi nove kraljeve kulture, ki se vrti okoli širjenja palače, javni spektakel in na videz nenehna želja po ležernem užitku« (T. El-Hibri), ureditev, ki jo je Oleg Grabar primerjal z razmerjem med Parizom in Versaillesom po Ludviku XIV. Poleg tega je lahko Al-Mu'tasim z ustvarjanjem novega mesta na prej nenaseljenem območju nagradil svoje privržence z zemljo in komercialnimi priložnostmi brez stroškov za sebe in brez kakršnih koli omejitev, za razliko od Bagdada z njegovimi uveljavljenimi interesnimi skupinami. Pravzaprav se zdi, da je prodaja zemljišča prinesla precejšen dobiček za državno blagajno: kot piše Hugh Kennedy, je šlo za »nekakšno velikansko lastninsko špekulacijo, od katere lahko pričakujejo korist tako vlada kot njeni privrženci«.

### Pod Al-Mu'tasimovimi nasledniki
Po Al-Mu'tasimovi smrti je njegov naslednik Al-Vathik (vladal 842–847) ostal v Samari. Njegova odločitev, da ostane, je prebivalce prepričala o trajnosti novega mesta in med njegovo vladavino se je začela nova gradnja. Al-Vathik je sam zgradil novo palačo, Haruni (Al-Vathikovo ime je bilo Harun) na bregu Tigrisa, ki je postala njegova nova rezidenca.
Al-Mutavakil (vladal 847–861) si je agresivno prizadeval za novo gradnjo, razširil osrednje mesto proti vzhodu in zgradil Veliko mošejo Samara, četrt Balkuvara in številne palače. Po preselitvi v Damask leta 858 se je vrnil v Irak in se lotil svojega najbolj ambicioznega projekta, novega mesta Al-Mutavakilija severno od Samare. V novo območje je bila vključena palača al-Dža'fari (Dža'far je bilo njegovo ime), v katero se je preselil leta 860. Naslednje leto pa je bil umorjen, Al-Mutavakilija pa je bila kmalu zatem zapuščena.
Desetletje po atentatu Al-Mutavakila je bilo turbulentno obdobje, včasih znano kot anarhija v Samari, med katerim so prestolnico pogosto prizadeli državni udari v palačah in vojaški nemiri. Al-Mutavakilov sin Al-Muntasir (vladal 861–862) je zapustil Al-Dža'fari in se preselil nazaj v palačo Džavsak, ki je ostala rezidenca njegovih naslednikov. Al-Musta'in (vladal 862–866) je ugotovil, da je nemogoče nadzorovati samarske polke, zapustil mesto in se poskušal uveljaviti v Bagdadu leta 865, vendar so se Turki in druge čete odzvale tako, da so ga odstavile in oblegale Bagdad dokler kalif ni privolil v abdikacijo. Njegova dva naslednika, Al-Mu'taz (vladal 866–869) in Al-Muhtadi (vladal 869–870), je podobno strmoglavila vojska.
Al-Mu'tamid (vladal 870–892) se je lotil zadnjih znanih gradbenih projektov v Samari, vendar se zdi, da je v kasnejšem obdobju svoje vladavine v mestu preživel manj časa. Po njegovi smrti se je Al-Mu'tadid (vladal 892–902) formalno vrnil v Bagdad in s tem končal samarski interludij. Al-Muktafi (vladal 902–908) je na neki točki razmišljal, da bi se preselil nazaj v Samaro in se utaboril v palači Džavsak, vendar so ga na koncu odvrnili, ko so ga njegovi svetovalci obvestili o visokih stroških načrta.
Sama Samara ni imela veliko spodbud za prebivalce, da ostanejo; oskrba z vodo je bila problematična in zdi se, da je bilo mesto močno odvisno od oskrbe od drugod. Dokler so bili kalifi pripravljeni vlagati ogromne vsote denarja v mesto, je še preživelo; z vrnitvijo kalifov v Bagdad je ta naložba usahnila in kmalu je bil velik del mesta zapuščen. V naslednjih stoletjih je med ruševinami preživelo nekaj osamljenih naselij, vendar je ogromen del mesta kmalu ostal nenaseljen.

## Pregled mesta
Znani ostanki Samare zavzemajo površino približno 58 km², večinoma na vzhodni strani Tigrisa. Od 6314 registriranih stavb na tem mestu (iz leta 1991) jih ima le devet še vedno pomembnejše višine; velika večina ruševin je sestavljena iz podrtih gomil nabite zemlje in raztresenih ruševin. Na nivoju tal so ostanki večinoma nevpadljivi; če gledamo iz zraka, pa je jasno viden celoten načrt abasidskega mesta s svojimi stavbami in uličnim vzorcem.

### Osrednja Samara
Jedro mesta je bilo prvotno zgrajeno v času vladavine Al-Mu'tasima, nadaljnji razvoj pa je potekal pod vladavino Al-Vathika in Al-Mutavakila.
Ulično razporeditev tega območja je prevladoval niz dolgih, širokih avenij, ki so potekale od severa proti jugu in od severozahoda proti jugovzhodu. Te avenije je podrobno opisal muslimanski zgodovinar in geograf al-Ja'kubi, ki našteva različne stavbe in parcele, ki so bile ob vsaki od njih. Vmes med avenijami je bilo veliko število manjših ulic in stanovanjskih blokov ter več večjih stavb.
Prebivalci tega dela mesta so bili mešanica civilistov in vojaškega osebja. V nekaterih primerih so bile četrti vojakov izrecno ločeni od ostalega prebivalstva. Številni vojaški poveljniki, skupaj s svojimi polki, so bili tukaj dodeljeni, vključno s poveljniki Turkov, Faraghina, Ušrusanija, Maghariba, Ištakhanija, Džunda, Šakirija, Arabcev in Horasancev. Več birokratov, abasidskih knezov in drugih osebnosti je prav tako imelo parcele ob avenijah.
Poleg rezidenc so bile na tem območju številne druge stavbe, vključno z javnimi in zasebnimi hlevi, uradom za zemljiški davek (divan al-kharadž) in velikim zaporom. Tržnice, kot jih je predstavil Al-Mu'tasim, so opisane kot široke vrste, pri čemer se vsaka vrsta blaga prodaja v ločenem delu. V bližini trgov je bil gibet, s katerega je bil obešen upornik Babak Koramdin in ki je služil kot prostor za razstavljanje usmrčenih oseb. Ob Tigrisu je bilo veliko pomolov, kjer so raztovarjali živila iz Mosula in drugih mest.
Prvotna mošeja, ki jo je postavil Al-Mu'tasim, je kmalu postala premajhna za prebivalce mesta; sčasoma jo je porušil Al-Mutavakil, ki jo je nadomestil z gradnjo Velike mošeje Samara v bližini al-Hajrja. Ta mošeja, največja na svetu v tistem času, je merila 239 m × 156 m in je imela 17 prehodov v molitveni dvorani. Ograjena stena, ki je merila 443 m × 374 m, je vsebovala pokrite portike za sprejem dodatnih vernikov. Spiralni minaret, znan tudi kot Malvija, je visok 52 m in še vedno stoji v zadnjem delu mošeje.

### Al-Matira
Al-Matira je bila vojaška četrt južno od osrednje Samare. Ustanovljen je bil dva farsaha (12 km) južno od začetne gradnje mesta, na mestu že obstoječe vasi.
Al-Matiro je najprej dodelil Al-Mu'tasim ušrusananskemu generalu al-Afšinu, skupaj z Ušrusanijo in drugimi v njegovi službi. Al-Afšin si je zgradil rezidenco, po kalifovem ukazu pa tudi majhno tržnico, pa tudi mošeje in kopališča. Po usmrtitvi al-Afšina leta 841 je Al-Vathik podelil al-Matiro turškemu generalu Vasifu. Med vladavino Al-Mutavakila se je tam nastanil njegov sin al-Mu'ajad.
Al-Matira je preživela, ko so kalifi zapustili Samaro, in ostala zasedena vsaj do 13. stoletja.

### Dar al-Khalifa
Na severnem koncu osrednje Samare je bila kalifova palača (dar al-khalifa). To mesto je služilo kot uradni sedež vlade v času vladavine Al-Mu'tasima, Al-Muntasirja, Al-Musta'ina, Al-Mu'taza, Al-Muhtadija in Al-Mu'tamida.
Kompleks palače je bil sestavljen iz dveh osnovnih stavb. Večja je bila identificirana kot Dar al-'Amma (Javna palača), kjer je kalif sedel na avdienci in opravljal uradne posle, in kjer je bila javna zakladnica (bayt al-mal). Na zahodni strani palače so bila Bab al-'Amma (Javna vrata), katerih trojni ivan je še vedno ohranjen. Bab al-'Amma je bila pogosto uporabljena kot lokacija za javne usmrtitve in razstavljanje posmrtnih ostankov ubitih.
Manjša stavba na severu je bila identificirana kot Džavsak al-Khakani, ki je služila kot zasebna rezidenca kalifa. Gradnjo te palače je Al-Mu'tasim zaupal Turku Khakan 'Urtuju, očetu al-Fatha ibn Khakana in Muzahima ibn Khakana. Stala je znotraj ograjenega zidu, na vzhodni strani pa je bil majdan ali trg, ki je gledal na začetek dirkališča v al-Hajrju. V nasilnem obdobju po smrti Al-Mutavakila se palača Džavsak pogosto omenja kot zapor za ugledne osebe; al-Mu'tazz, al-Mu'ayyad, al-Muwaffaq, al-Muhtadi in al-Mu'tamid so bili v različnih obdobjih tam zaprti.
- Ostanki Bab al-'Amma (ok. 836), glavna vrata palače Dār al-Khilāfa v Samari v Iraku[26]
- Ostanki (delno rekonstruirani) Velikega Serdaba ali Birka Handasiyya, potopljene dvorane okoli velikega okroglega bazena, znotraj palače Dār al-Khilāfa (okoli leta 836 ali pozneje)[27]

### Vojaška četrt Khakan 'Urtuj in al-Vazirija
Na severni strani Dar al-Khalifa je bilo obzidano območje vojaške četrti. To mesto je bilo opredeljeno kot območje, ki ga je Al-Mu'tasim dodelil Khakanu 'Urtuju in njegovim privržencem, ki naj bi bili ločeni od splošnega prebivalstva. V nekem trenutku se zdi, da so bili v četrti nastanjeni služabniki, ki so delali v kalifovi palači. Tu so bili manjša palača (verjetno Umarijeva palača, ki jo je zgradil Khaqan 'Urtuj) in skladišča, al-Hajr pa je označeval vzhodno mejo območja.
Takoj severno od četrti Khakan 'Urtuj je bilo drugo območje v obliki diamanta. Ta četrt je pogojno označen kot al-Vazirija, v katerem je palača Vaziri, ki jo je zgradil Abu al-Vazir. Tako kot četrt Khakan 'Urtuj je morda služila kot stanovanje za kalifove služabnike.

### Al-Karh in al-Dur
Al-Karh in al-Dur sta bili dve četrti nekaj kilometrov severno od Samare. Obe območji sta bili zgrajeni med vladavino Al-Mu'tasima, zdi se, da so bili nastanjeni turški polki in ju pogosto omenjajo skupaj. 
Al-Karh (v virih včasih imenovan Karh Samara) je bil zgrajen v bližini že obstoječega naselja Šajkh Vali. Dodeljen je bil turškemu generalu Ašinasu s strogim ukazom, da tujci (tj. Neturki) ne smejo živeti tam in da se njegovi privrženci ne smejo družiti z ljudmi arabske kulture. Ašinas je zgradil palačo, v kateri je bila mošeja; po njegovi smrti je to stavbo dobil al-Fath ibn Khakan. Podrobnosti o naselbini al-Dur, severno od al-Karha, so manj znane, vendar je jasno, da so bili Turki naseljeni tudi na tem območju.
Al-Ja'kubi opisuje gradnjo mošej, kopališč in tržnic v al-Karhu in al-Duru. Obe območji sta bili še naprej poseljeni po opustitvi Samare in zdi se, da sta veljali za predmestje Samare; geograf iz 10. stoletja al-Mukadasi na primer, oba kraja označuje kot odvisnosti Samare. Zdi se, da so preživeli vsaj do 13. stoletja.

### Al-Hajr
Al-Hajr je bil ogromen lovski rezervat vzhodno od Samare. Obdajal ga je zid iz zdrobljene zemlje, ki je obdajal površino 114 km². Zahodni del obzidja, ki meji na osrednje mesto, je bil večkrat porušen in ponovno zgrajen, da bi naredil prostor za novo gradnjo, vključno z Veliko mošejo. Znotraj al-Hajrja je bilo vrsto dirkališč, pri čemer je vsaka steza merila nekaj kilometrov. Postavitev teh dirkališč je bila različna; ena je bila v obliki padala, druga v obliki steklenice in tretja v obliki lista deteljice.

### Al-Haruni
Al-Haruni je bila palača, ki jo je zgradil Harun al-Vathik ob Tigrisu. Al-Vathik je prebival tukaj med svojo vladavino, tako kot al-Mutavakil pred gradnjo al-Dža'farije leta 859.

### Balkuvara
Balkuvara je bila četrt južno od al-Matira. Glavna značilnost tega mesta je bila palača, ki je služila kot rezidenca al-Mu'taza med kalifatom njegovega očeta al-Mutavakila. Palača je gledala na Tigris in je bila obdana z dvema ograjnima stenama, pri čemer je zunanja stena merila 1165 m × 1171 m, notranja pa 464 m × 575 m. Izkopavanja, opravljena v zgodnjem 20. stoletju, so razkrila dekorativne elemente, sestavljene iz štukature, fresk, barvnih steklenih oken in niš.

### Al-Mutavakilija in al-Dža'fari
Al-Mutavakilija je bil največji gradbeni projekt kalifa Dža'farja al-Mutavakila, ki je leta 859 ukazal zgraditi novo mesto na severni meji al-Dura. To mesto, ki je bilo zgrajeno v bližini naselja al-Mahuza, naj bi nadomestil Samaro kot rezidenco kalifov.
Al-Mutavakilija je sestavljalo območje brez obzidja, skozi središče katerega je potekala avenija sever–jug. Na zahodni strani avenije je bila mošeja Abu Dulaf. Tako kot Velika mošeja v Samari je tudi mošeja Abu Dulaf vključevala spiralni minaret, visok 34 m. Avenija je na koncu vodila do palače Dža'fari, ki je služila kot nova rezidenca al-Mutavakila. Stala je na severu al-Mutavakilije in je bila od preostalega mesta ločena z obzidjem. Izkopan je bil tudi kanal za oskrbo z vodo v novem mestu, vendar ta projekt ni uspel in kanal ni nikoli pravilno deloval.
Stavba al-Mutavakilija je zaznamovala vrhunec širitve Samare; al-Ja'kubi poroča, da je bil med al-Dža'farijem in Balkuvaro stalen razvoj, ki se je raztezal v dolžini sedmih farsakhov (42 km). Kljub znatni količini denarja, porabljenega za gradnjo, pa je bila al-Mutavakilija zasedena le zelo kratek čas. Al-Mutavakil se je leta 860 naselil v al-Dža'fariju in preselil vladno birokracijo (divan) iz Samare, vendar je po njegovem atentatu decembra 861 njegov sin in naslednik al-Muntasir ukazal vrnitev v Samaro in se naselil v namesto tega palača Džavsak.

### Al-Mušarahat
Al-Mušarahat je bil kompleks v bližini mesta Kadisija, južno od Samare. Na severni strani je bila palača, na vzhodni in zahodni strani pa stanovanjske enote. Veliko trapezoidno ograjeno območje se je odcepilo od kompleksa in se razširilo nekaj kilometrov proti severu v al-Hadžr. Mesto, ki je očitno služilo kot lovska palača, se identificira z al-Šahom, verjetno zgrajenim v času vladavine al-Mutavakila.

### Zahodno od Tigrisa
Čeprav je bila večina gradnje v Samari na vzhodni strani Tigrisa, je bilo več stavb zgrajenih tudi na zahodnem bregu. Al-Mu'tasim je zgradil most čez Tigris in ustanovil gradnje, sadovnjake in vrtove na zahodni strani.
Al-Istablat je bila velika obzidana stavba južno od Samare. Severni del je sestavljala palača, ki je gledala na Tigris, južni del pa je vseboval številne stanovanjske enote. Zgrajen je bil tudi dolg zunanji zid, ki je obdajal al-Istablat in okolico. Al-Istablat naj bi bil al-'Arus, ena od palač, ki jih je zgradil al-Mutavakil.
Qasr al-'Ašik je bila palača nasproti al-Harunija in Dar al-Khalifa. Je najbolje ohranjena samarska palača, glavna stavba pa je bila skoraj v celoti obnovljena v poznem 20. stoletju. Zdi se, da je načrt palače temeljil na načrtu Džavsaka. Identificirajo ga z al-Ma'šukom, ki ga je zgradil al-Mu'tamid in je služil kot njegova rezidenca za del njegovega kalifata.
Kubat al-Sulajbija je majhna osmerokotna stavba južno od Qasr al-'Ašika. Notranja osmerokotna struktura s kupolo je bila dosežena s klančinami, ki so se vzpenjale na štirih straneh. Restavratorska dela v 1970-ih so vključevala obnovo kupole. Prvotno zgrajena okoli leta 862, je najstarejši ohranjeni primer kupolaste grobnice v islamski arhitekturi.
- Qasr al-'Ašik, palača blizu Samare, zgrajena med letoma 878 in 882[41]
- Kubat al-Sulaybija v Samari, najstarejši ohranjeni islamski mavzolej s kupolo (okoli 862)[42]

## Arhitekturni okras
Ernst Herzfeld, nemški arheolog 20. stoletja, je v letih 1911–13 izvedel obsežna izkopavanja v glavni kalifski palači v Samari. Herzfeld je med svojim raziskovanjem pridobil plošče iz rezljane štukature, marmorja, kermanskih okrasnih elementov in drugih materialov. V Herzfeldovih publikacijah identificira tri sloge izrezljanega okrasja. Ti slogi so: prvi slog (ki ga je imenoval poševni slog), drugi slog in tretji slog. Medtem ko so njegovo klasifikacijo teh slogov na splošno sprejeli njegovi nasledniki, raziskave na tem področju zdaj izpodbijajo vir in časovni okvir teh razglašenih slogov.
Prvi vzorec, ki ga opazi Herzfeld, se pojavi na fragmentih marmorja, ki so bili izvlečeni iz kompleksa dvorane za avdience. Ta vzorec je sestavljen iz oblik podkve, ki se ponavljajo v vrstah. Naslednja dva vzorca, ki ju opazi, sta na marmorni steni in sta sestavljena iz motivov trolistov in simbolov v obliki cvetnih listov. Zadnji motiv, ki ga opaža Herzfeld, je bil narejen iz petkrpastega vzorca listov, ki so bili reprezentativni za palmete. Vir navdiha pri arhitekturnem okrasju je bil najden v rastlinah, na primer v steblih, vejah, ki so se prekrivale ali prepletale, listih, ki so bili po dva ali tri, ali v palmovih listih in plodovih.
- Fragment izrezljane štukature dado iz Samarre, Irak, 9. stoletje (v Muzeju islamske umetnosti, Berlin)
- Okrasna štukaturna plošča, v slogu C ali "poševnem slogu", iz Samarre (v Muzeju islamske umetnosti, Berlin)
- Odlomki poslikanega ali rezljanega ometa iz notranjščine

Sodobne raziskave in razvoj

## Samara v začetku 20. stoletja
Samara je prvič pritegnila pozornost arheologov na prelomu 20. stoletja, izkopavanja pa so vodili Henri Viollet, Friedrich Sarre in Ernst Herzfeld v obdobju pred prvo svetovno vojno. Fotografije iz zraka so bile posnete med letoma 1924 in 1961, ki je ohranil dele mesta, ki so bili od takrat preplavljeni z novogradnjo. Generalni direktorat za starine Iraka je ponovno začel z izkopavanji med letoma 1936 in 1940 in nadaljeval v 1960-ih in 1970-ih. Izkopavanja in restavratorska dela so potekala med letoma 1980 in 1990. Približno v istem času je Alastair Northedge pregledal ohranjene dele mesta in od takrat objavil več del na to temo. Kljub tem projektom je bilo na začetku 21. stoletja ocenjeno, da 80 % najdišča še ni bilo izkopanih.
Razvoj dogodkov v 20. stoletju, vključno z dokončanjem jeza Samara v 1950-ih in rastjo sodobnega mesta Samara, je povzročil, da so dele ruševin preplavile nove gradnje in vrtovi. Vojna v Iraku (2003–2011) je prav tako povzročila škodo na mestu, vključno z leta 2005, ko je bila bomba detonirana na vrhu minareta Velike mošeje. Kompleks palač Sur Ašinas je bil prizorišče spopadov med Islamsko državo ter iraško vojsko in plemenskimi milicami med ofenzivo ISIS v Iraku leta 2015.
Arheološko mesto Samara je UNESCO leta 2007 razglasil za svetovno dediščino. Agencija meni, da je Samara edina preostala islamska prestolnica, ki je ohranila prvotni načrt, arhitekturo in rezbarije. Mesto je izpolnjevalo več Unescovih kriterijev za uvrstitev na seznam. Čeprav so slabo ohranjene, mestne zgodovinske mošeje, urbanistično načrtovanje, arhitekturni okraski in keramična industrija edinstveno predstavljajo določeno arhitekturno stopnjo v Abasidskem kalifatu, ki se je raztezal od Tunizije do Srednje Azije (merila ii in iii). Njegove zgodovinske mošeje predstavljajo edinstven slog islamske arhitekture, ki je očiten v njihovih velikih dimenzijah in edinstvenih minaretih (merila iv).

### Citirani viri
- Bearman, P. J.; Bianquis, Th.; Bosworth, C. E.; van Donzel, E.; Heinrichs, W. P. (2002), The Encyclopaedia of Islam, University of Groningen
- Bloom, Jonathan M.; Blair, Sheila (2009). The Grove Encyclopedia of Islamic Art & Architecture. Oxford University Press. ISBN 978-0-19-530991-1.
- »Ancient minaret damaged in Iraq«. BBC. 1. april 2005. Pridobljeno 19. julija 2015.
- Ettinghausen, Richard; Grabar, Oleg; Jenkins-Madina, Marilyn (2001). Islamic Art and Architecture: 650–1250. Yale University Press. ISBN 978-0-300-08869-4. Pridobljeno 16. marca 2013.
- Finster, Barbara (2004). »Review: A Medieval Islamic City Reconsidered: An Interdisciplinary Approach to Samarra«. Journal of Islamic Studies. Oxford University Press. 15 (2): 240–243. doi:10.1093/jis/15.2.240.
- »Iraq's most significant ancient sites and monuments«. Colorado State University - Center for Environmental Management of Military Lands. Arhivirano iz prvotnega spletišča dne 31. oktobra 2020. Pridobljeno 20. julija 2015.
- Kennedy, Hugh (2004b). When Baghdad Ruled the Muslim World: The Rise and Fall of Islam's Greatest Dynasty. Cambridge, MA: De Capo. ISBN 0-306-81480-3.
- Leisten, Thomas (2003). Excavation of Samarra, Volume I, Architecture: Final Report of the First Campaign, 1910-1912. Mainz am Rhein: Von Zabern. ISBN 3-8053-1877-4.
- Al-Mas'udi, Ali ibn al-Husain (1873). Les Prairies D'Or, Tome Septieme. Ed. and Trans. Charles Barbier de Meynard and Abel Pavet de Courteille. Paris: Imprimerie Nationale.
- Al-Muqaddasi, Muhammad ibn Ahmad (2001). The Best Divisions for Knowledge of the Regions. Trans. Basil Collins. Reading: Garner Publishing Limited. ISBN 1-85964-136-9.
- Northedge, Alastair (2006). »Abbasid Earth Architecture and Decoration at Samarra, Iraq«. The Conservation of decorated Surfaces on Earthen Architecture. Proceedings from the International Colloquium Organized by the Getty Conservation Institute and the National Park Service, September 22–25, 2004. Los Angeles: Getty Publications. ISBN 0-89236-850-0.
- Northedge, Alastair; Kennet, Derek (2015). Archeological Atlas of Samarra: Samarra Studies II, 1. London: The British School of Archeology in Iraq. ISBN 978-0-903472-31-9.
- Northedge, Alastair (1991). »Creswell, Herzfeld, and Samarra«. Muqarnas. BRILL. 8: 74–93. doi:10.2307/1523156. JSTOR 1523156.
- Northedge, Alastair (2008). The Historical Topography of Samarra: Samarra Studies I. London: The British School of Archeology in Iraq. ISBN 9780903472227.
- Northedge, Alastair (1993). »An Interpretation of the Palace of the Caliph at Samarra (Dar al-Khilafa or Jawsaq al-Khaqani)«. Ars Orientalis. Freer Gallery of Art. 23: 143–170. JSTOR 4629446.
- Northedge, Alastair (1990). »The Racecourses at Samarra«. Bulletin of the School of Oriental and African Studies, University of London. Cambridge University Press. 53 (1): 31–56. doi:10.1017/s0041977x00021236. JSTOR 618966. S2CID 129956923.
- Petersen, Andrew (2002) [1996]. Dictionary of Islamic Architecture. Routledge. ISBN 978-0-203-20387-3.
- Rasheed, Ahmed; Evans, Dominic (28. februar 2015).  Char, Pravin (ur.). »Islamic State fighters attack Samarra ahead of army offensive«. Reuters. Pridobljeno 23. novembra 2015.
- »Samarra Archaeological City«. UNESCO. 2007. Pridobljeno 19. julija 2015.
- »Samarra Resource Page«. The Freer Gallery of Art and the Arthur M. Sackler Gallery. Arhivirano iz prvotnega spletišča dne 21. julija 2015. Pridobljeno 20. julija 2015.
- Shaw, Ian; King, Geoffrey (1999). »Samarra«.  V Shaw, Ian; Jameson, Robert (ur.). A Dictionary of Archaeology. Oxford: Blackwell Publishers. str. 505–506. ISBN 0-631-17423-0.
- Tuetey, Charles Greville (Trans.) (1985). Classical Arabic Poetry: 162 Poems from Imrulkais to Ma'arri. London: Kegan Paul International. ISBN 0710307276.
- Al-Ya'qubi, Ahmad ibn Abu Ya'qub (1892).  de Goeje, M. J. (ur.). Bibliotheca Geographorum Arabicorum, Pars Septima: Kitab al-A'lak an-Nafisa VII, Auctore Abu Ali Ahmad ibn Omar Ibn Rosteh, et Kitab al-Boldan, Auctore Ahmad ibn Abi Jakub ibn Wadhih al-Katib al-Jakubi. Leiden: E. J. Brill.[mrtva povezava][mrtva povezava]